# Großzahn-Zigarrenhai
Der Großzahn-Zigarrenhai (Isistius plutodus) ist – neben dem Zigarrenhai (Isistius brasiliensis) – die zweite der drei Arten der Gattung der Zigarrenhaie. Von allen lebenden Haien haben Großzahn-Zigarrenhaie die proportional zum Körper größten Zähne. Sie leben als jeweils kurzzeitige Ektoparasiten von größeren Fischen und Meeressäugern. Über ihre Verbreitung und Lebensgewohnheiten ist bisher so gut wie nichts bekannt.

## Körperbau
Großzahn-Zigarrenhaie gehören mit einer geschätzten maximalen Länge von 50 cm zu den kleinsten Haiarten. Das bisher längste Exemplar war ein noch nicht geschlechtsreifes Männchen von 42 cm Länge. Ihren Namen verdankt die Art einerseits dem spindelförmigen Körper und andererseits den großen, dreieckigen Zähnen im Unterkiefer.
Die Tiere sind von bräunlicher Farbe mit einem dunklen Fleck auf der Bauchseite unterhalb der Kiemen. Sie besitzen jeweils ein Paar Brust- und Bauchflossen, zwei weit am Ende des Rückens liegende Rückenflossen von annähernd gleicher Größe sowie eine "asymmetrische" Schwanzflosse: mit einem deutlich größeren oberen Lappen, der – wie alle anderen Flossen auch – vom Körper farblich nicht abgesetzt ist.
Die Schnauze des Großzahn-Zigarrenhais ist sehr kurz, die Augen blicken nach vorne und ermöglichen dem Tier so vermutlich ein dreidimensionales Sehen. Sie haben in der Regel 38 bis 48 Zähne, von denen 21 bis 29 im Oberkiefer und die restlichen 17 bis 19 Zähne im Unterkiefer zu finden sind. Die Oberkieferzähne sind dornartig, die Unterkieferzähne breit und nach oben dreieckig zugespitzt.
Wie auch der Zigarrenhai ist Isistius plutodus biolumineszent, das heißt, er hat die Fähigkeit zu leuchten. Diesem Umstand trägt der wissenschaftliche Gattungsname Isistius Rechnung, der sich von Isis, der ägyptischen Göttin des Lichtes herleitet. Die Körperunterseite ist mit tausenden sehr kleiner Leuchtorgane, sogenannten Photophoren besetzt, die einen Durchmesser zwischen 0,03 und 0,05 mm haben. Vermutlich spielt diese Fähigkeit bei der Nahrungsgewinnung eine entscheidende Rolle.

## Verhalten
Die beiden Arten der Zigarrenhaie sind auf Grund ihrer körperlichen Beschaffenheit vermutlich keine guten Schwimmer. Wie alle Haie besitzen sie keine Schwimmblase. Eine weitere Besonderheit ist die teilweise Verkalkung der Schädelknorpel und des Kieferapparates. Dieses zusätzliche Gewicht, das eigentlich das Sich-in-der-Schwebe-Halten erschwert, wird durch die außergewöhnlich große und ölhaltige Leber, die beinahe die gesamte Bauchhöhle ausfüllt, ausgeglichen.

## Verbreitung

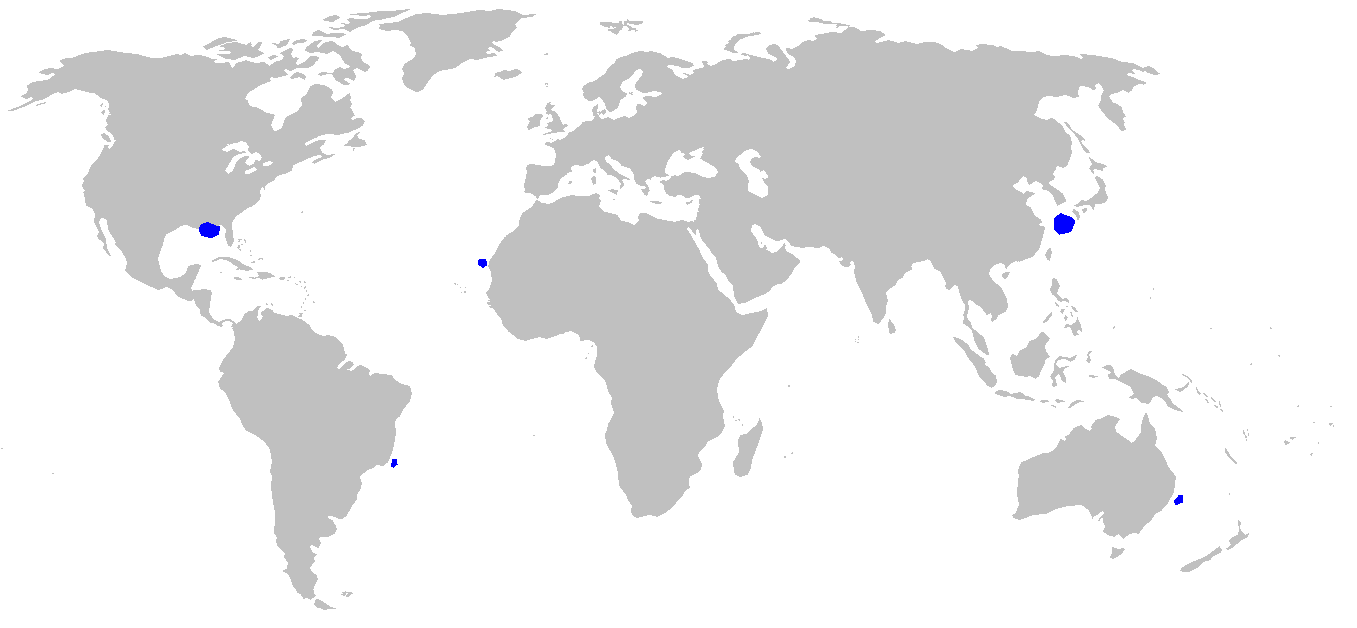
Verbreitungsgebiete des Großzahn-Zigarrenhais

Die bisher lediglich punktuellen Funde von Großzahn-Zigarrenhaien im Golf von Mexiko, vor Okinawa oder Australien lassen keine sicheren Schlüsse auf das geographische Verbreitungsgebiet der Art zu. Vermutlich handelt es sich um einen Fisch des offenen Ozeans.
„Die wenigen Exemplare sind weit verstreut, und man nimmt an, dass sie eher in größeren Tiefen leben oder es existieren nur eine kleine Anzahl von Tieren.“ (Compagno (1984), loc. cit: Zidowitz (2003))
Es wird angenommen, dass die Tiere einen täglichen Wanderzyklus in der Wassersäule zurücklegen, der sich von einer Tiefe von 3.500 m bis zur Oberfläche erstreckt.

## Fortpflanzung
Ob Großzahn-Zigarrenhaie lebendgebärend sind, ist ebenso wenig bekannt wie ihre Vermehrungsgewohnheiten oder ihre Aufzuchtgebiete.

## Ernährungsweise
Wohl gerade auch die Biolumineszenz ermöglicht den Tieren ihre spezielle parasitäre Lebensweise, dient aber nicht – anders als bei anderen Fischen der Tiefsee, wie beispielsweise der Tiefsee-Anglerfische – dazu, die Beute direkt anzulocken, sondern eigentlich der Tarnung: Das Leuchten der Bauchseite lässt die Silhouette des Haies gegen die Wasseroberfläche, die in seinem Lebensraum die hellste Lichtquelle ist, unsichtbar werden. Lediglich der dunkle Fleck der Kiemenregion bleibt gegen die Oberfläche sichtbar und täuscht so einem größeren Räuber einen kleineren Fisch vor. Der solcherart angelockte Räuber wird nun seinerseits zum Opfer des Großzahn-Zigarrenhais, der sich mit den nadelspitzen, nach innen gebogenen Oberkieferzähnen in der Haut verbeißt und mit Hilfe der Unterkieferzähne, die wie ein Stanzring eingesetzt werden, ein kegelförmiges Fleischstück aus seiner Beute heraustrennt. Dieser Lebensweise trägt der englische Name für Largetooth cookiecutter shark (deutsch: Großzahn-Plätzchenstecher-Hai) Rechnung.
Kein Exemplar der Zigarrenhaie konnte bisher lebend beobachtet werden, so dass die Beschreibung ihres Fressverhaltens zwar schlüssig dargestellt werden kann, empirisch aber nicht bewiesen ist.